# 가고시마 시립 미술관

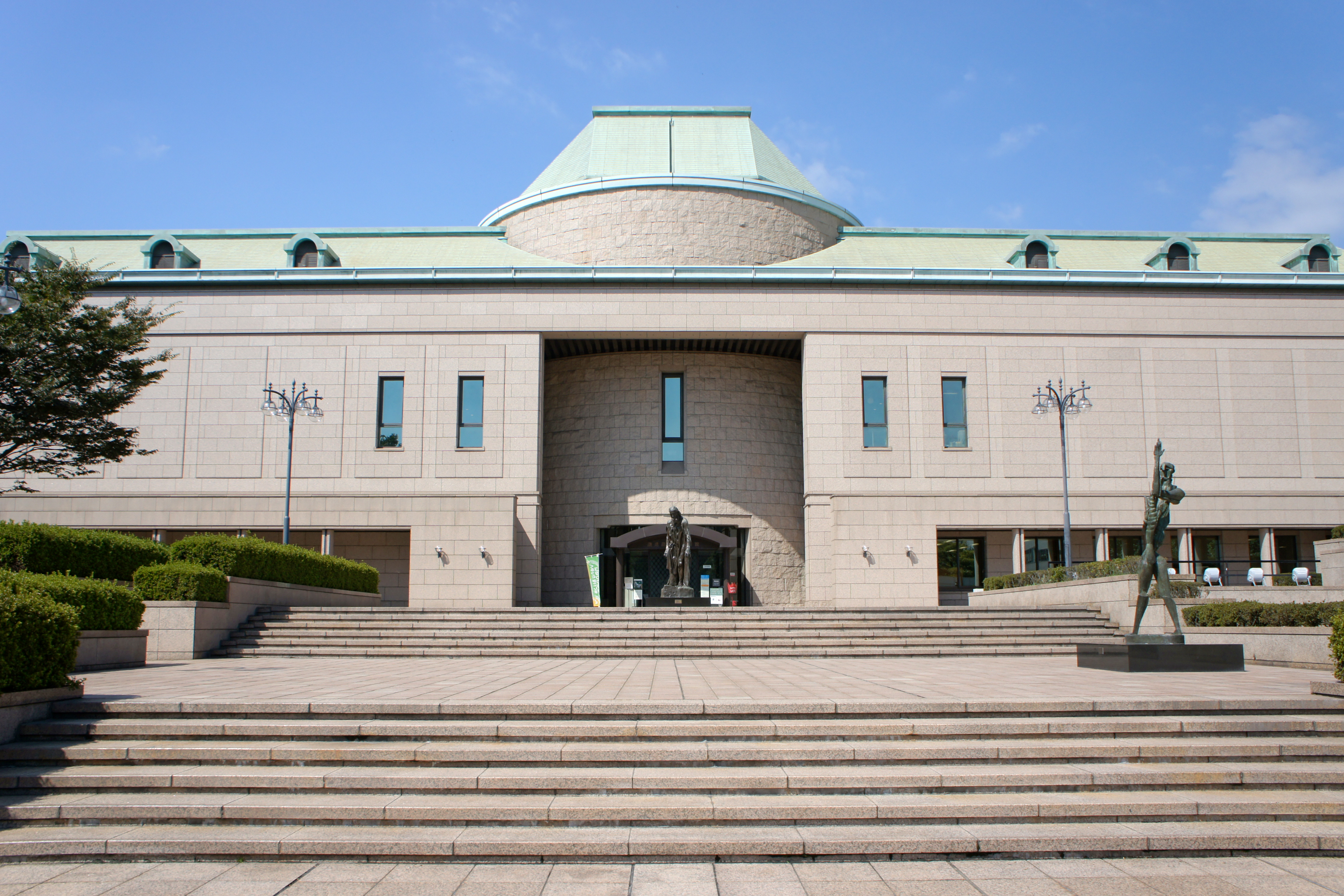
가고시마 시립 미술관

가고시마 시립 미술관(일본어: 鹿児島市立美術館 가고시마시리쓰비쥬쓰칸[*])는 일본 가고시마현 가고시마시 시로야마에 위치한 미술관이다.